# Список умерших в 1048 году

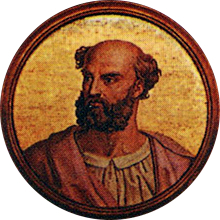
Дамасий II

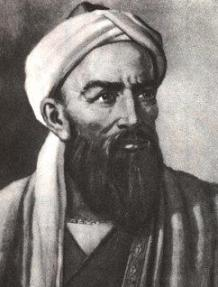
Аль-Бируни

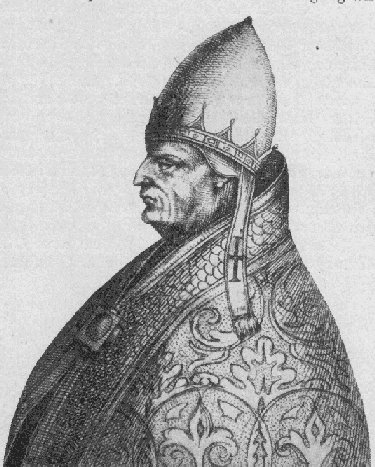
Григорий VI

В этой статье представлен список известных людей, умерших в 1048 году.
См. также: Категория:Умершие в 1048 году

## Январь
- 19 января — Цзин-цзун (44) — основатель и первый император Западного Ся (1038—1048).
- 25 января — Поппо Дейнсский[англ.] — аббат, главный представитель лотарингской монастырской реформы, святой римско-католической церкви[1][2].

## Июнь
- 1 июня — Минамото-но Ёринобу (79) — японский самурай.
- 7 июня — Берно из Райхенау — католический аббат, реформатор Григорианского пения

## Июль
- 8 июля — Вазо Льежский — князь-епископ Льежский с 1042 года.

## Август
- 9 августа — Дамасий II — папа римский (1048)

## Ноябрь
- 11 ноября — Адальберт — граф Меца, Шатенуа (1045—1047), граф де Лонгви (1045—1048), герцог Верхней Лотарингии (1047—1048), погиб в бою

## Декабрь
- 9 декабря — Аль-Бируни — великий учёный из Хорезма, автор многочисленных капитальных трудов по истории, географии, филологии, астрономии, математике, геодезии, минералогии, фармакологии, геологии и др.
- Жоффруа I — граф Ангулемский с 1030 года.

## Дата неизвестна или требует уточнения
- Випо Бургундский — германский хронист и поэт.
- Ги II — виконт Лиможа (1036—1048).
- Гида Шведская — шведская принцесса и королева Дании, супруга Свена II Эстридсена.
- Григорий VI — папа римский (1045—1046)
- Гумберт I Белорукий —первый граф Савойи (1032—1048), основатель Савойского дома
- Давид I Безземельный — царь Ташир-Дзорагетского царства с 989 года.
- Райнульф II Тринканокт — граф Аверсы (1045—1048)